# Dmitrij Korobkin
Dmitrij Korobkin (russisk: Дмитрий Викторович Коробкин) (født 11. juli 1971 i Zyrjanovsk i Sovjetunionen) er en russisk filminstruktør.

## Filmografi
- Jaroslav. Tysjatju let nazad (Ярослав. Тысячу лет назад, 2010)[1][2]